# マラソングランドチャンピオンシップ
マラソングランドチャンピオンシップ（Marathon Grand Championship、略称：MGC）は、日本陸上競技連盟（日本陸連）が主催する、オリンピックのマラソン日本代表の選考競技会として開催されるマラソン大会。
2019年に2020年東京オリンピックマラソン日本代表選考会として開催され、2023年に2024年パリオリンピックマラソン日本代表選考会として開催された。

## 概要
従来、夏季オリンピックに出場するマラソンの日本代表選手の選考は「指定された複数の競技会の上位入賞者から日本陸連が選考する」ことが通例とされていたが、その選考基準には曖昧さが残り、例えば2016年リオデジャネイロオリンピックマラソン男子日本代表の代表選考においては、指定競技会である福岡国際マラソンで2時間8分台を出した日本人トップの佐々木悟、同じく東京マラソンで日本人トップの高宮祐樹、同じくびわ湖毎日マラソンで日本人トップとなった北島寿典は、いずれも派遣設定タイム（2時間6分30秒）をクリア出来なかったという理由で優先的には選出されず、「各レースの記録や順位、気象条件などを考慮し選出」という理由で、佐々木・北島と福岡国際マラソン日本人2位の石川末廣が選ばれた。また、1992年バルセロナオリンピックマラソン女子日本代表の代表選考においては、指定競技会である大阪国際女子マラソンで優勝した小鴨由水と共に当時の日本女子最高記録と及び初マラソン世界最高記録をマークして2位入賞した松野明美ではなく、前年の世界陸上東京大会で入賞した有森裕子が選ばれ、その選考過程において物議を醸した。
こうした不透明な代表選考の経緯を踏まえ、2020年東京オリンピックマラソン日本代表の選手選考では、2017年4月18日に日本陸連が発表した「本大会において最大限持てる力を発揮する『調整能力』と世界と戦う『スピード』を有し、メダル獲得を目指す競技者から日本代表を編成する」選考方針 に基づき、「指定された競技会の上位入賞者が一堂に会する『選考競技会』を開催し、その大会の上位入賞者を日本代表に即時内定する」という単純明快な選考基準が導入された。これに基づいて開催されたのが「マラソングランドチャンピオンシップ」である。
具体的には、指定競技会（MGCチャレンジ）で指定タイム以内で上位入賞した選手に本大会の出場権を与え、当日のレースで優勝した選手を無条件に日本代表に決定する、という選考方法が導入された。
2019年9月15日に2020年東京オリンピックのマラソン日本代表選考レースとして初開催された。この大会が高評価を得たことから、当時の日本陸連マラソン強化戦略プロジェクトリーダーの瀬古利彦が選考決定後に同方式の継続について言及し、2024年パリオリンピックのマラソン日本代表選考にも同じ方式が導入され、2023年10月15日に東京で開催されることが決定した。2028年ロサンゼルスオリンピックのマラソン日本代表選考にも引き続き導入されるが、今回は新たに「MGCファストパス」の制度を設け、2025年3月10日から2027年3月中旬までの指定された大会において男子が2時間03分59秒、女子が2時間16分59秒の記録を突破した選手（記録突破者が複数名いた場合は成績上位者1名）を五輪代表に内定させることにした。これにより、ファストパスで五輪内定者が出た場合はMGCでの五輪内定は1位のみとなる。
本大会での五輪出場権を得られなかった選手らは、本大会終了後、別途開催される「MGCファイナルチャレンジ」に指定された大会に出場し、対象各大会において、規定の認定記録時間をクリアした選手の中で、最も最速のタイムを記録した選手が第3枠として五輪出場権を獲得できる。ただし規定時間をクリアした選手がいない場合は、MGCの本大会3位の選手が第3枠での出場権となる。
2025年3月まで開催されていたジャパンマラソンチャンピオンシップシリーズが新年度よりマラソングランドチャンピオンシップシリーズにリニューアルされる。

## 大会
| 回数  | 開催日         | 選考対象大会           | 代表内定者（男子） | 代表内定者（男子） | 代表内定者（女子） | 代表内定者（女子） |
| 回数  | 開催日         | 選考対象大会           | 優勝者             | 第2位              | 優勝者             | 第2位              |
| ----- | -------------- | ---------------------- | ------------------ | ------------------ | ------------------ | ------------------ |
| 第1回 | 2019年9月15日  | 2020年東京オリンピック | 中村匠吾           | 服部勇馬           | 前田穂南           | 鈴木亜由子         |
| 第2回 | 2023年10月15日 | 2024年パリオリンピック | 小山直城           | 赤﨑暁             | 鈴木優花           | 一山麻緒           |